# Peter Joseph von Buschmann
Peter Joseph von Buschmann (* März 1704 in Köln; † 11. November 1766 ebenda) war Domherr und Domkapitular in Köln.
Buschmann stammte aus dem freiherrlichen Adelsgeschlecht derer von Buschmann. Der Vater war Hofgerichtskommissar. Seine Brüder waren Christian August Josef von Buschmann (Dompriester zu Köln. Dechant zu St. Aposteln), sowie Johann Gottfried Josef von Buschmann (Geheimer Rat, Schultheiß des Domstifts zu Anstel und Besitzer des Gutes Arff).
Buschmann übernahm am 19. Dezember 1753 das Kölner Domkanonikat seines Onkels Dr. Christian August von Buschmann und war zugleich an den Kölner Stiftskirchen St. Gereon Scholaster und den Kirchen St. Ursula, von 1759 bis 1765, und St. Andreas Kanoniker.
Ein lebensgroßes Porträt Buschmann befindet sich auf Schloss Arff. Buschmann unterhielt gute Beziehungen zu den Domherren Quentel und Königsegg-Rothenfels, dem nachmaligen Erzbischof.
Begraben ist er in einer Gruft im Kölner Dom.